# Kwasi Boakye
Kwasi Boakye, talvolta indicato anche come Kwasi Boachi o come Aquasi Boachi (Kumasi, 24 aprile 1827 – Bogor, 9 giugno 1904), è stato un nobile, ingegnere e scrittore ghanese naturalizzato olandese.

## Biografia
Nato principe dell'Impero ashanti, assieme a suo cugino il principe Kwame Poku venne inviato nel 1837 da re Kwaku Dua I nei Paesi Bassi per ricevere un'adeguata formazione, come parte dei negoziati tra gli olandesi e gli ashanti per il reclutamento di soldati per l'esercito coloniale olandese.
Mentre Kwame Poku tornò in Costa d'Oro come previsto, Kwasi Boakye rimase nei Paesi Bassi. Studiò ingegneria mineraria all'Università di Delft dove si laureò nel 1847.
Nel luglio del 1847, fu lettore alla Bergakademie di Friburgo, in Germania. Durante i suoi studi ebbe modo di frequentare Caroline Geudtner a Petersstrasse.
Nel 1850, venne inviato nelle Indie orientali olandesi, ma non ebbe vita facile in quanto fu subito discriminato dal suo superiore, Cornelius de Groot van Embden, motivo per cui sporse denuncia alle autorità olandesi locali ed ottenne una compensazione finanziaria nel 1857. Parte di questa compensazione, la utilizzò per acquistare una tenuta presso Bantar Peteh, a sud di Buitenzorg, dove morì nel 1904.
Lo scrittore olandese Arthur Japin ha scritto un racconto sulla vita di lui e di suo cugino dal titolo De zwarte met het witte hart (1997), tradotta in italiano col titolo di I due cuori di Kwasi Boachi.

## Opere
- Boachi, Aquasie (1855) Onderzoek naar de kolen, gevonden langs het strand der Meeuwenbaai, residentie Bantam. Natuurkundig Tijdschrift van Nederlands-Indië, IX, p. 49
- Boachi, Aquasie (1856) Onderzoek naar het aanwezen van steenkolen in het terrein aan de Tjilaloekbaai (Preanger Regentschappen). Natuurkundig Tijdschrift van Nederlands-Indie, XI, p. 461
- Boachi, Aquasie (1856) Mededeelingen over de Chinezen op het Eiland Java. Bijdragen tot de Taal-, Land- en Volkenkunde, Volume 4, nr 2, pp. 303–307.

## Galleria d'immagini

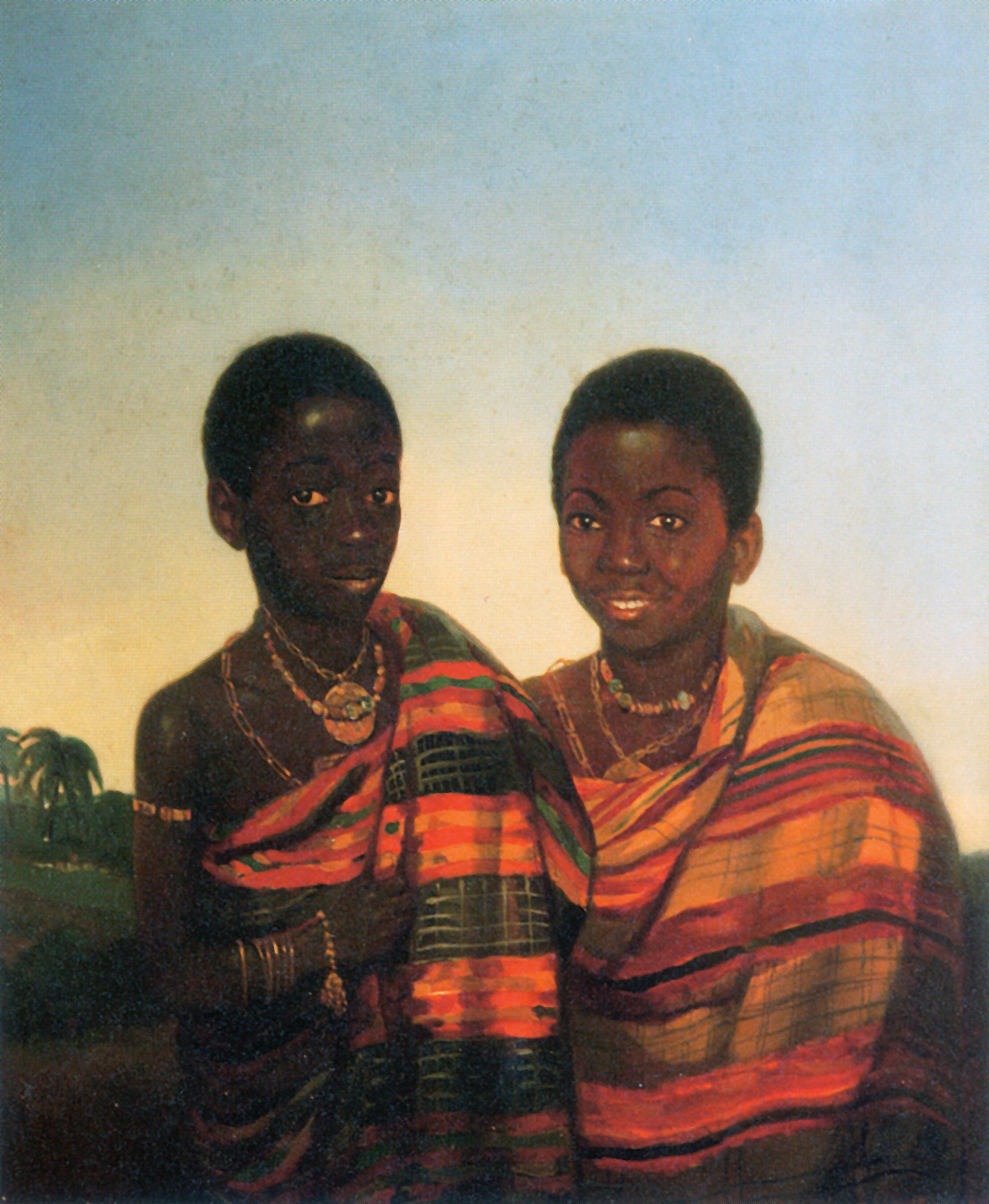
Dipinto di Kwasi Boakye e di suo cugino Kwame Poku, realizzato da J.L. Cornet.
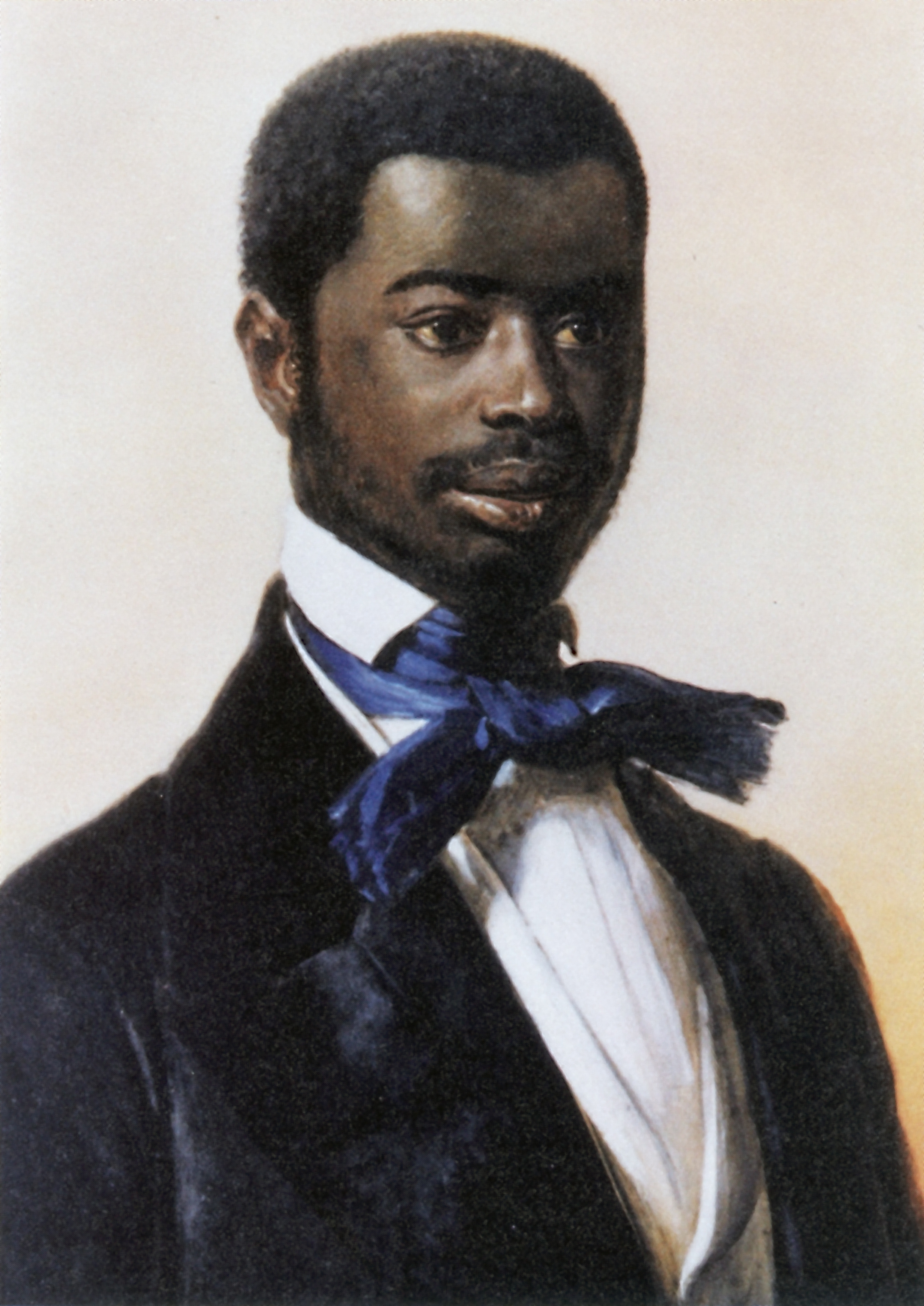
Dipinto di Kwasi Boakye, studente a Friburgo
- Il permesso di residenza rilasciato a Kwasi Boakye dalla città di Friburgo il 27 luglio 1847
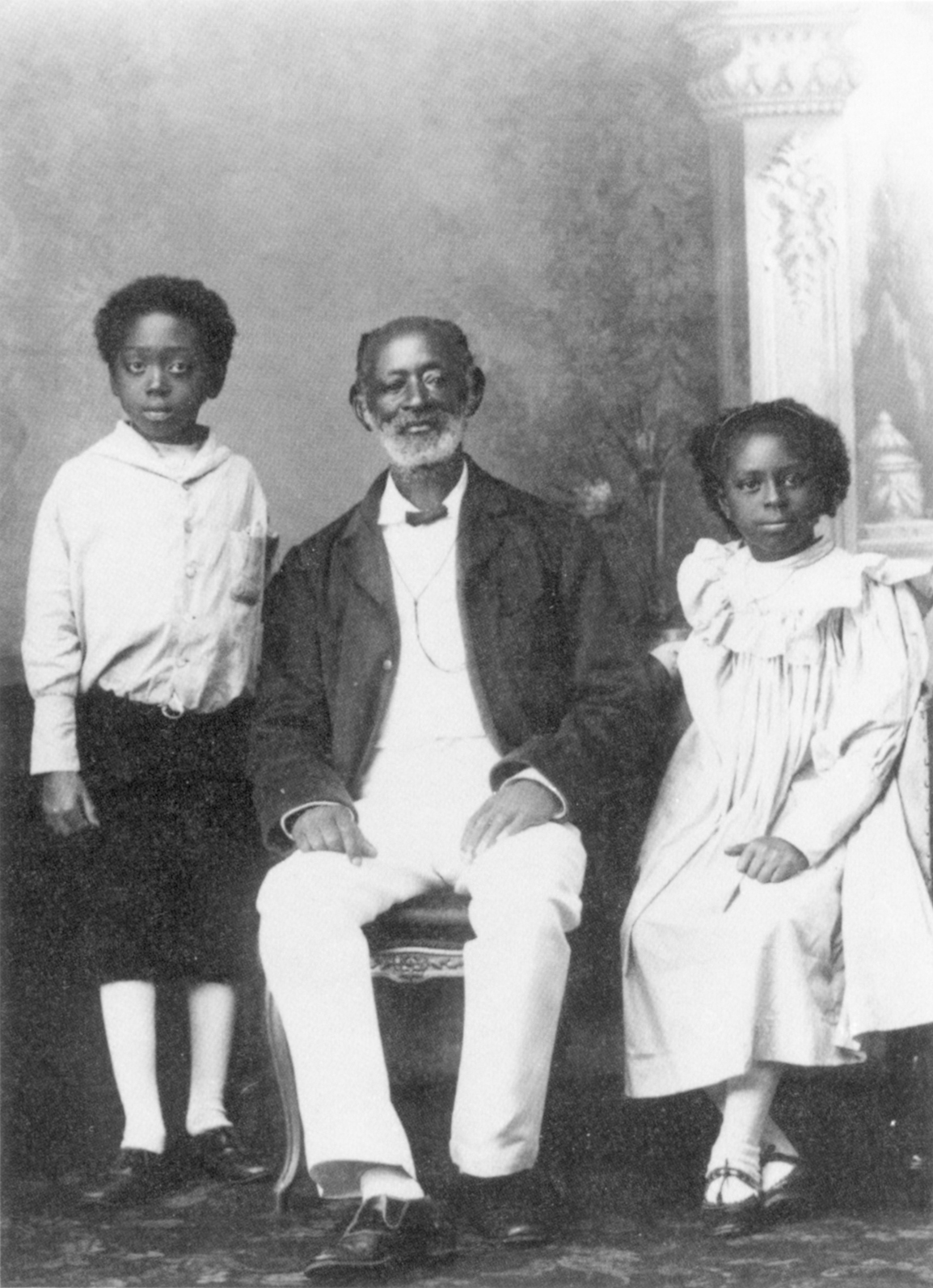
Kwasi Boakye con due dei suoi figli a Giava nel 1900.